# Ali-Reza Pahlavi (1922-1954)
 (janvier 2011).
Si vous disposez d'ouvrages ou d'articles de référence ou si vous connaissez des sites web de qualité traitant du thème abordé ici, merci de compléter l'article en donnant les références utiles à sa vérifiabilité et en les liant à la section « Notes et références ».
Pour les articles homonymes, voir Ali-Reza Pahlavi.
Titre
Prince héritier du trône d'Iran
16 septembre 1941 – 17 octobre 1954
(13 ans, 1 mois et 1 jour)
Ali-Reza Pahlavi (Ali Reza Pahlavi et Alireza Pahlavi étant également usités), né le 1er mars 1922 à Téhéran (Iran) et mort accidentellement le 17 octobre 1954 dans les montagnes Alborz, est le fils cadet de Reza Chah et de Tadj ol-Molouk. Il est ainsi le frère puîné de Mohammad Reza Pahlavi (1919-1980).

## Biographie

### Fratrie
Le prince (chahpour) Ali-Reza Pahlavi est le quatrième et dernier enfant de Reza Khan, qui régna sous le nom de Reza Chah Pahlavi de 1925 à 1941, et de sa deuxième épouse Nimtadj Khanoum, devenue reine (Maleke) Tadj ol-Molouk à partir de 1925. Il a un frère et deux sœurs germains aînés :
- Princesse (chahdokht) Chams Pahlavi (1917-1996) ;
- Mohammad Reza Pahlavi (1919-1980), chah d'Iran de 1941 à 1979, père de cinq enfants dont le prince héritier (Vali Ahd-i-Iran) Reza Pahlavi (né en 1960) ;
- Princesse (chahdokht) Ashraf Pahlavi (1919-2016), sœur jumelle de Mohammad Reza Pahlavi.

Il avait également cinq demi-frères et deux demi-sœurs, issus d’unions antérieures et postérieures contractées par Reza Shah :
- Princesse (chahdokht) Fatimah Khanoum Hamdam ous-Soultana, dite Fatimeh Pahlavi (1903-1992) ;
- Prince (chahpour) Gholam-Reza Pahlavi (1923-2017) ;
- Prince (chahpour) Abdol-Reza Pahlavi (1924-2004) ;
- Prince (chahpour) Ahmad-Reza Pahlavi (1925-1981) ;
- Prince (chahpour) Mahmoud-Reza Pahlavi (1926-2001) ;
- Princesse (chahdokht) Fatimah Pahlavi (1928-1987) ;
- Prince (chahpour) Hamid-Reza Pahlavi (1932-1992), devenu Hamid Islami après la révolution iranienne, privé de son titre de noblesse par son demi-frère Mohammad Reza, mort à la prison d’Evin.

Il reçoit une éducation secondaire avec cinq de ses frères à l’Institut Le Rosey en Suisse.

### Mariage et descendance
Après trois années passées en Afrique du Sud, où son père devait mourir en exil en 1944, le prince Ali-Reza regagne la Cour impériale de Téhéran. Quelques mois plus tard, en mars 1945, il s’envole pour la France où il s’engage comme volontaire dans la 1re armée française, tandis que les unités commandées par le général de Lattre de Tassigny sont sur le point de libérer l’Alsace. C'est durant la campagne de Libération qu’il fait la connaissance de Christiane Cholesky (1914-1995, fille de Léon-Ernest et nièce d'André-Louis Cholesky), Française d'origine polonaise, divorcée de Joachim Martens, médecin militaire allemand (1917-1941). Le couple se marie à Paris, en 1946, en dépit de l’opposition du chah. Ali-Reza Pahlavi adopte le fils de son épouse qui allait désormais s’appeler Christian Pahlavi, né en 1941, et lui donna un demi-frère, le prince (chahpour) Ali Patrick Pahlavi qui naît en 1947. Au bout de deux années de mariage, Ali-Reza retourne en Iran où Christiane et son fils le rejoignent.

### Prince héritier
Le prince Ali-Reza est - de facto, prince héritier de 1941 à 1954, année où il trouve la mort dans un accident d'avion, dans les montagnes d'Alborz.
Son fils, Ali Patrick, lui succède de fait comme prince héritier du « Trône du Paon »[réf. nécessaire], jusqu'à la naissance du prince Reza en 1960.

### Pour aller plus loin